# Честерфілд (округ, Вірджинія)
37°23′ пн. ш. 77°35′ зх. д. / 37.38° пн. ш. 77.59° зх. д.
Округ  Честерфілд (англ. Chesterfield County) — округ (графство) у штаті  Вірджинія, США. Ідентифікатор округу 51041.

## Історія
Округ утворений 1749 року.

## Демографія
За даними перепису 2000 року загальне населення округу становило 259903 осіб, зокрема міського населення було 232537, а сільського — 27366. Серед мешканців округу чоловіків було 126588, а жінок — 133315. В окрузі було 93772 домогосподарства, 72139 родин, які мешкали в 97707 будинках. Середній розмір родини становив 3,11.
Віковий розподіл населення поданий у таблиці:
| Стать    | До 15 років | 15-21 | 22-29 | 30-39 | 40-49 | 50-65 | 65-85 | Понад 85 |
| -------- | ----------- | ----- | ----- | ----- | ----- | ----- | ----- | -------- |
| Чоловіки | 30826       | 13213 | 10759 | 19909 | 22262 | 20743 | 8417  | 459      |
| Жінки    | 29424       | 12562 | 11491 | 21921 | 24752 | 21034 | 10850 | 1281     |

## Суміжні округи
- Генрайко — північний схід
- Ричмонд — північний схід
- Чарлз — схід
- Гоупвелл — південний схід
- Принс-Джордж — південний схід
- Колоніал-Гайтс — південний схід
- Пітерсберг — південний схід
- Динвідді — південь
- Амелія — південний захід
- Паугатен — північний захід
- Гучленд — північний захід

## Виноски
1. ↑  U.S. Decennial Census. United States Census Bureau. Архів оригіналу за 26 квітня 2015. Процитовано 17 травня 2016.
2. ↑  Historical Census Browser. University of Virginia Library. Архів оригіналу за 11 серпня 2012. Процитовано 2 січня 2014.
3. ↑  Population of Counties by Decennial Census: 1900 to 1990. United States Census Bureau. Архів оригіналу за 15 грудня 2013. Процитовано 2 січня 2014.
4. ↑  Census 2000 PHC-T-4. Ranking Tables for Counties: 1990 and 2000 (PDF). United States Census Bureau. Архів оригіналу (PDF) за 18 грудня 2014. Процитовано 2 січня 2014.
5. ↑  American FactFinder. Бюро перепису населення США. Архів оригіналу за 26 лютого 2012. Процитовано 31 січня 2008. [Архівовано 2008-05-21 у Wayback Machine.]

| США | Це незавершена стаття з географії США. Ви можете допомогти проєкту, виправивши або дописавши її. |